# Fumiglobus indicus
Fumiglobus indicus är en svampart som först beskrevs av G.P. Agarwal & N.D. Sharma, och fick sitt nu gällande namn av D.R. Reynolds & G.S. Gilbert 2006. Fumiglobus indicus ingår i släktet Fumiglobus och familjen Capnodiaceae.   Inga underarter finns listade i Catalogue of Life.